# 札樽間高速バス共通カード
札樽間高速バス共通カード（さっそんかんこうそくバスきょうつうカード）は、札幌～小樽間の高速バスでジェイ・アール北海道バス・北海道中央バス両社での利用ができた乗車カードである。

## 概要
北海道中央バス、ジェイ・アール北海道バスそれぞれで運行していた札幌～小樽間高速バスの共同運行開始に伴い、2001年12月1日より共通で利用できる乗車カードが導入された。

## 販売額・利用可能額
- 3,000円カード - 3,300円分利用可能
- 10,000円カード - 11,500円分利用可能

## 利用可能路線
- ジェイ･アール北海道バス
  - 高速おたる号

- 北海道中央バス
  - 中央バスカード非対応路線を除く全線。

## 利用方法
- ジェイ・アールバスカードの利用方法、中央バスカードの利用方法を参照

## 廃止について
北海道中央バス、ジェイ・アール北海道バスでは、2013年6月22日よりIC乗車カード「SAPICA」を札幌近郊で導入し、2014年5月20日より中央バスにおけるエリアを拡大した。
それに伴い、前述のSAPICAエリア拡大と合わせて札樽間高速バス共通カード、中央バスの中央バスカード、買い物回数券、ジェイ・アールバス（札幌圏各線。日勝線ではSAPICAを導入せず、ジェイ・アールバスカードのうちの普通カードのみ運用継続）のジェイ・アールバスカード、とくとくバスカードについて、2014年9月30日を以って発売終了、2015年3月31日を以って使用終了とすると発表された。使用終了の翌日から5年間、本カードは中央バスの窓口でのみ（ジェイ・アールバスの窓口では非取り扱い）無手数料で払戻しを行っている。